# Cuban Rebel Girls
Cuban Rebel Girls es una película de 1959 y la última de Errol Flynn. Es coprotagonizada por Beverly Aadland, la novia en ese entonces de Flynn, y fue producida y dirigida por Barry Mahon. 
Escrita y narrada por Flynn, quien simpatizaba con Fidel Castro en ese momento, la película es un semi-documental. Se filmó en blanco y negro con un tiempo de pantalla de 68 minutos. la historia sigue un grupo de mercenarios ayudando a Castro contra Fulgencio Batista.